# Fort de Pré-Giroud
Le fort de Pré-Giroud est un ouvrage militaire construit entre 1937 et 1939 situé dans la région de Vallorbe dans le Jura vaudois, en Suisse. Son rôle était d’interdire le passage du col de Jougne et de soutenir la défense de la frontière pendant la Seconde Guerre mondiale.

## Description

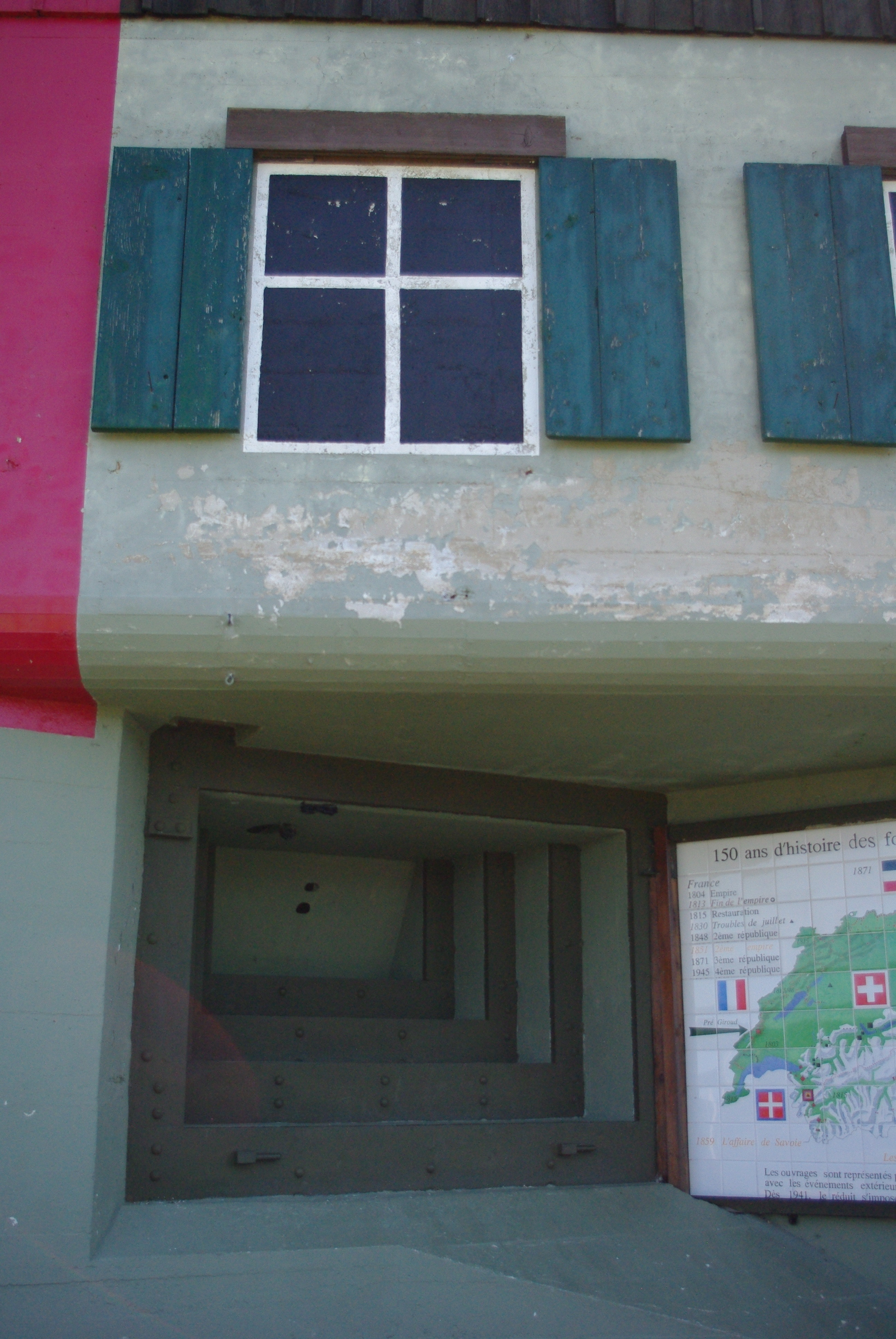
Fausse fenêtre et embrasure pour mitrailleuse

Le fort de Vallorbe est un exemple typique des ouvrages fortifiés d'avant la Seconde Guerre mondiale. Ce fort d'artillerie d'arrêt est en grande partie sous roche. Il est formé de 3 fortins d'infanteries indépendants, équipés de mitrailleuses d'embrasures chargées de la défense extérieure, de 6 casemates avec canons ou mitrailleuses reliées par galeries souterraines, de postes d'observation, magasins de munitions, salle des machines, et d'une zone protégée à 50 mètres de profondeur (caserne) pour 130 hommes abritant les centraux de tir et de téléphone, une salle d'opération, une infirmerie, la cuisine et ses annexes, les réfectoires et les dortoirs, le tout construit dans la profondeur de la montagne. Le puits d'entrée a une profondeur de 30 mètres et le tout est relié par un réseau de galeries. 
La casemate centrale camouflée en rocher abrite un canon de 7,5 cm (mod.1939), un canon antichar de 4,7 cm et un poste d'observation. À sa gauche et sa droite, deux casemates camouflées en rocher sont équipées de canons de 7,5 cm (mod.1939). Sur leur flancs et décalés vers l'avant, deux blocs d'infanteries, l'un camouflé par de faux sapins, l'autre en maison, abritent mitrailleuses et postes d'observations. L'entrée du fort est camouflée en chalet, est armé de 2 mitrailleuses. Les fortins d'infanteries indépendants du fort au nombre de trois (deux à l'avant camouflés en maison et un à l'arrière), abritent chacun deux mitrailleuses de 7,5 mm et un poste d'observation. Ils étaient entourés d’une double rangée de barbelés, de champs de mines et d'obstacles anti-char.

## Situation actuelle
Déclassé pour des raisons tactiques (position frontale), le fort a été vendu à la commune de Vallorbe en 1988 et est géré par une Fondation. Un grand nombre des parties caractéristiques de l'ouvrage est ouvert à la visite. La vie dans le fort est reconstituée à l'aide de mannequins; une grande scène retrace l'histoire des événements qui se sont déroulés au poste frontière de Vallorbe entre juin 1940 et septembre 1944, ainsi que les troupes d'infanterie, dont la mission était la protection extérieur de l'ouvrage.  
Depuis l’esplanade du fort, sur les hauts de Vallorbe, la vue sur le col de Jougne est imprenable. Il est facile d’évaluer l’importance tactique d’un tel endroit.